# Francisco Carlos Martins Vidal
Francisco Carlos Martins Vidal, detto Chicão (Rio Brilhante, 4 settembre 1962), è un ex calciatore brasiliano, di ruolo attaccante.

## Carriera

### Club
Nel 1983 debuttò in campionato con la maglia del Ponte Preta, squadra con cui disputò 47 partite, segnando 20 gol ed imponendosi tra i migliori marcatori del Copa Brasil 1986; nel 1988 passò al Coritiba, dove rimase fino al 1991; dopo un'ottima stagione al Botafogo, si trasferì prima al Bragantino e poi al Remo prima di ritirarsi con la maglia della Portuguesa.

### Nazionale
Con la Nazionale di calcio del Brasile ha giocato durante Los Angeles 1984.

## Palmarès

### Club
- Campionato Paranaense: 1

Coritiba: 1986
- Campionato Paraense: 1

Remo: 1994

### Nazionale
- Argento olimpico: 1

Los Angeles 1984

### Individuale
- Capocannoniere del Campionato Paranaense: 1

1990 (20 gol)